# Albanië op het Junior Eurovisiesongfestival 2016
Albanië nam deel aan het Junior Eurovisiesongfestival 2016 in Valletta, Malta. Het was de 3de deelname van het land op het Junior Eurovisiesongfestival. RTSH was verantwoordelijk voor de Albanese bijdrage voor de editie van 2016.

## Selectieprocedure
In december 2015 bevestigde RTSH een nationale finale te houden voor de Albanese inzending voor het Junior Eurovisiesongfestival 2016 in Valletta, Malta. In juni 2016 won Klesta Qehaja de nationale finale met haar lied Besoj en zou zo Albanië vertegenwoordigen op het Junior Eurovisiesongfestival. In de Maltese hoofdstad Valletta bracht ze Besoj ten gehore.

## In Valletta
Albanië trad als 3de op op het Junior Eurovisiesongfestival 2016 in Valletta, Malta.
Albanië eindigde op plek 13 met 38 punten.
2012 · 2013-2014 · 2015 · 2016 · 2017 · 2018 · 2019 · 2020 · 2021 · 2022 · 2023 · 2024
Albanië · Armenië · Australië · Bulgarije · Cyprus · Georgië · Ierland · Israël · Italië · Macedonië · Malta · Nederland · Oekraïne · Polen · Rusland · Servië · Wit-Rusland